# Josef Schmoranz
Josef Schmoranz (16. ledna 1855 Slatiňany – 7. prosince 1938 Buštěhrad) byl český malíř, středoškolský profesor, správce uměleckých sbírek a autor populárně naučných publikací.

## Životopis
Narodil se ve Slatiňanech v rodině významného architekta Františka Schmoranze. Po ukončení obecné školy studoval reálku v Pardubicích a Kutné Hoře. V letech 1874-1875 sudoval v přípravce pražské malířské akademie. Následně odešel studoval na malířskou Akademii do Vídně. Zde se učil mimo jiné i historickou malbu u prof. Leopolda Carla Müllera. Po studiích podnikal studijní cesty do Německa, severní Itálie, Dalmácie, Krakova, Londýna a Paříže. Část praxe absolvoval u otce, např. spolupracoval na výzdobě interiéru kostela Nanebevzetí Panny Marie v Chrudimi. V roce 1890 se stal profesorem kreslení a nauky o slozích Odborné školy na zpracování dřeva v Chrudimi. Byl rovněž jednatelem Průmyslového muzea v Chrudimi. Přispíval hojně do různých časopisů, napsal několik knih a pořádal přednášky o výtvarném umění. Krom malování byla jeho velkou zálibou příroda. Stal se jedním z průkopníků odborné myslivecké literatury v Čechách. Po odchodu do penze se stal správcem uměleckých sbírek knížete Auersperga na zámku ve Žlebech. Josef Schmoranz byl oddán s Aloisií Waiblovou, se kterou měl dvě děti. Během svého života tvořil a navrhoval oltáře, nábytek, dekorace, sgrafita, portréty, diplomy, knižní ilustrace aj. Josef Schmoranz zemřel 7. prosince 1938 v Buštěhradě.

## Monografie
- Josef Schmoranz: Hrad Žleby u Čáslavě – popis uměleckých věcí chovaných na hradě, (rok vydání 1921)
- Josef Schmoranz: Rukoveť lovectví, příručka pro myslivce, lovce a střelce, (Praha, rok vydání 1917)
- Josef Schmoranz: Nauka o tvarech uměleckých, (Praha, rok vydání 1923)
- Josef Schmoranz: Lovecká příručka, (Praha, rok vydání1922)